# Les Jours comptés
Pour plus de détails, voir Fiche technique et Distribution.
Les Jours comptés (I giorni contati) est un film italien réalisé par Elio Petri et sorti en 1962. Le film a été distribué en France, fin avril 2012. Il avait pu être visionné auparavant dans une copie restaurée au Festival Lumière 2011 à Lyon.

## Synopsis
Un ouvrier plombier quinquagénaire, veuf et père, assiste dans un autobus au décès d'un homme. Ce drame sert de détonateur à la prise de conscience du temps qu'il lui reste à vivre (« ses jours sont désormais comptés »). Il ressent, plus que jamais, la nécessité de modifier ses habitudes. Mais, chaque initiative prise dans ce sens ne fait qu'accroître douloureusement son désarroi... Il est, hélas, impossible, à son âge, de changer son destin. Ayant quitté son emploi, il y retourne lucidement, mais toujours aussi convaincu de l'inutilité de son existence.   

## Fiche technique
- Titre original : I giorni contati
- Réalisation : Elio Petri
- Scénario : Elio Petri, Carlo Romano, Tonino Guerra
- Photographie : Ennio Guarnieri
- Décors : Giovanni Checchi
- Costumes : Graziella Urbinati (it)
- Son : Enzo Silvestri
- Montage : Ruggero Mastroianni
- Musique : Ivan Vandor (it)
- Production : Goffredo Lombardo pour Titanus/Metro
- Durée : 84 minutes en France
- Genre : film dramatique
- Format : Noir et blanc, 1,37
- Pays d'origine :  Italie
- Dates de sortie :
  -  Italie : 5 avril 1962
  -  France : 25 avril 2012
- Affiche : Raymond Elseviers (titre : Les jours sont comptés, Belgique)

## Distribution
- Salvo Randone : Cesare Conversi, l'ouvrier plombier
- Franco Sportelli (it) : Amilcare
- Regina Bianchi : Giulia
- Vittorio Caprioli : le marchand d'art
- Paolo Ferrari : Vinicio
- Lando Buzzanca : le fils de Cesare
- Angela Minervini (en) : Graziella

## Commentaire
- Deuxième long métrage d'Elio Petri, ce film pessimiste, proche parent du Umberto D de Vittorio De Sica, aborde le thème de l'aliénation par le travail salarié. La tragédie de Cesare Conversi est vécue néanmoins de manière intime et profondément personnelle. Son entourage, amis et collègues de travail, n'est pas forcé d'en saisir toute la réalité. Jacques Lourcelles vante, pour sa part, « l'interprétation bouleversante de Salvo Randone, un découpage fluide et souvent original dans ses cadrages et ses gros plans »[1]. Le réalisateur exprime néanmoins ce point de vue : « Umberto D fut le film de De Sica qui m'a le plus plu. Cependant, [...] c'est un film qui ne voulait pas affronter le rapport existence-productivité. [...] C'était un film sur un vieillard, alors qu'I giorni contati est un film sur la mort : c'est même une réflexion sur la fonction de la vie. » Petri confesse que si un film l'a nettement inspiré, c'est plutôt Les Fraises sauvages de Bergman. « Sans vouloir établir des comparaisons, affirme-t-il, Umberto D est plus beau, mais certainement Les Fraises sauvages est plus riche : il y a là l'idée de montrer comment un homme vit avec son temps ; au contraire, dans Umberto D, il y a un vieux qui, à cause de son âge, est désormais en dehors de son temps [...]. »[2]
- Philippe Fraisse évoque, pour sa part, et, avec plusieurs décennies de recul, l'une des voies de dépassement du néoréalisme que peut constituer ce film.  Dépassement mais non antagonisme : le collaborateur de Positif, établissant un parallèle avec les images ultimes du Voleur de bicyclette, constate : « Le raccord est d'ailleurs parfait : [...] Là, les ténèbres qui enveloppent un père et son fils (Le Voleur de bicyclette), ici des images qui semblent esquissées avec la noirceur du fusain et qui suggèrent le désarroi de l'homme moderne, son abandon, sa pauvreté radicale. Nous avons basculé de l'autre côté de la critique sociale, nous entrons en terrain métaphysique, qui est celui de la confrontation lucide avec la mort »[3].
- Ainsi s'éclaire, sans doute, la participation au scénario de Tonino Guerra, déjà associé, à la même époque, à l'illustre trilogie de l'aliénation dirigée par Michelangelo Antonioni. « Il serait intéressant de la revoir en y superposant le splendide diptyque petrien, presque oublié jusqu'ici. »[4]

## Salvo Randone et Elio Petri
- Comédien d'origine sicilienne, issu du théâtre (il monte sur les planches dès 1926 aux côtés d'Annibale Ninchi), Salvo Randone connut une belle carrière cinématographique d'abord avec Francesco Rosi, puis surtout avec Elio Petri. « Un an avant I Giorni contati, Randone avait remporté le Masque d'argent du meilleur second rôle pour son interprétation dans L'Assassin du même réalisateur. Il campe un enquêteur (le commissaire Palumbo) sournois et têtu qui accuse Marcello Mastroianni d'un crime qu'il n'a pas commis ; en sous-Maigret menaçant, il chasse sa proie tel un chat poilu. De là l'osmose entre Randone et Petri qui va durer jusqu'à La propriété, c'est plus le vol (1973) », note Lorenzo Codelli[5]. Elio Petri avait proposé Jean Gabin, Totò et Randone pour incarner Cesare Conversi, « ouvrier plombier à la retraite anticipée, tentative naïve pour rallonger ses jours comptés. »[6] Le producteur Goffredo Lombardo choisit ce dernier parce qu'il coûtait le moins cher.
- « Icône très respectée du théâtre pirandellien et classique, également populaire à la télévision, Salvo Randone est le lien entre les grands maîtres de la scène des années 30 et les plus jeunes, tel l'ami mattatore Vittorio Gassman (qui joue Iago ou Othello en alternance avec lui). (...) C'est le propre père d'Elio Petri que Randone personnifie, a avoué le réalisateur : il était chaudronnier », écrit encore L. Codelli[7].

## Récompenses et distinctions
- Prix du meilleur film au Festival international du film de Mar del Plata en 1962[8].